# Anna Malle
Anna Malle, nascuda Anna Hotop Stout (Havana, Illinois, 9 de setembre de 1967 – Las Vegas, Nevada, 25 de gener de 2006), va ser una popular actriu de cinema per adults estatunidenca.

## Biografia
D'ascendència alemanya, irlandesa i cherokee, va passar la seva infantesa i adolescència a Fort Madison a l'estat d'Iowa.
La seva carrera dins el cinema X va començar tard. Tenia ja prop de 27 anys quan va començar a aparèixer en pel·lícules pornogràfiques amateurs cap a l'any 1993. Entre elles destacava una de la sèrie Dirty Debutantes produïda per Max Hardcore. Aviat va despertar l'admiració dels seguidors del gènere pel seu caràcter salvatge i per l'especial entusiasme a l'hora de l'abordatge de les escenes de sexe. Del seu físic voluptuós destacaven la seva pell bruna amb el contorn blanc del biquini sempre marcat, les seves dents blanquíssimes, les seves contundents natges, la seva capacitat per posar els ulls en blanc en el moment de l'orgasme, i els seus dos tatuatges, un sobre el pit esquerre i l'altre sobre la vulva.
Anna Malle va esdevenir un dels millors referents del cinema X dels noranta pel que fa a les escenes lèsbiques, el sexe anal i també per la morbositat que aplicava a les seves paraules i als seus diàlegs (dirty-talk) durant els moments més tòrrids de les escomeses sexuals. Fora de l'àmbit estricte del cinema pornogràfic explícit, va actuar també en algunes produccions eròtiques de les cadenes HBO i Playboy Channel. El seu marit Hank Armstrong sovint era també la seva parella davant la càmera en les escenes de sexe. Entre 1999 i 2003 va dirigir algunes pel·lícules X. A finals de l'any 2004, després d'onze anys en el cinema X i d'haver intervingut en prop de 200 films, Anna va decidir retirar-se.
Va morir en un accident de trànsit a Las Vegas el dia 25 de gener de 2006.

## Filmografia
- 2005: Secret Lives Of Porn Stars
- 2004: Brittany Andrews Smoking Sirens
- 2003: Deep Inside Sunset Thomas
- 2002: Deep Inside Debi Diamond
- 2001: Deep Inside Jenna Jameson
- 2000: Diego's Girls
- 1999: I Love Lesbians 6
- 1998: Lesbians Unleashed
- 1997: Buttslammers 14
- 1996: Double D Dykes 26
- 1995: No Man's Land 11
- 1994: Secret Life of Nina Hartley

## Premis
- 2007: XRCO Premi homenatge (Pòstum)[4][5][6]
- 2013: Saló de la fama d'AVN (Pòstum)[7]